# Live (album, In Extremo)
Live je záznam koncertu od německé kapely In Extremo.

## Seznam skladeb
1. „Intro“ - 2:25
2. „Krummavisur“ - 3:51
3. „Merseburger Zaubersprüche II“ - 4:38
4. „Omnia Sol Temperat“ - 4:58
5. „Spielmannsfluch“ - 3:42
6. „Villeman Og Magnhild“ - 5:22
7. „Merseburger Zaubersprüche I“ - 4:42
8. „Rotes Haar“ - 7:13
9. „Stetit Puella“ - 4:45
10. „Vollmond“ - 5:07
11. „Die Gier“ - 4:12
12. „Ai Vis Lolop“ - 6:42
13. „Palästinalied“ - 6:06
14. „Wind“ - 4:28
15. „Herr Mannelig“ - 6:22